# Rivierkruiskruid
Rivierkruiskruid (Senecio sarracenicus, synoniem: Senecio fluviatilis) is een 90-150 cm hoge, overblijvende, kruidachtige plant uit de composietenfamilie (Asteraceae). De soortaanduiding fluviatilis is afgeleid van het Latijnse woord voor stroom of rivier. De Nederlandse naam komt dus overeen met de botanische naam.
De soort komt voor in ruigten op een vochtige tot natte zeer voedselrijke bodem.

## Botanische beschrijving
De rechtopgaande stengel groeit op een wortelstok met lange uitlopers en is alleen boven het midden vertakt.
De elliptische tot eirond-lancetvormige bladeren zijn niet gelobd of ingesneden, maar wel getand. De tanden van de bladrand hebben ongelijke zijden en wijzen naar de bladpunt. De bovenste bladen zijn zittend. Aan de onderzijde zijn de bladeren groen.
De plant bloeit in augustus en september.
De bloemhoofdjes bestaan uit zes tot acht lintbloemen. De buitenomwindselbladen hebben geen vliezige rand.

## Voorkomen
De plant groeit op zonnige tot licht beschaduwde plaatsen. De grond moet humeus, nat, kalkhoudend en voedselrijk zijn. Dit betekent dat de soort aangetroffen kan worden aan de oevers van kanalen, beken en rivieren.
In Nederland is de plant plaatselijk vrij algemeen in het westelijke rivierengebied: Zuid-Holland, Utrecht, langs de IJssel en het IJsselmeer en in de Betuwe. In Zuid-Limburg wordt de soort langs de Geul aangetroffen.
In Vlaanderen heeft de plant de status 'met verdwijning bedreigd'.
Het verspreidingsgebied loopt van West-Europa tot Siberië. In het Engels heet de soort 'broad-leaved ragwort'. In het Duits wordt de soort 'Flussgreiskraut' goenoemd. Franstaligen noemen de plant 'Séneçon des saussaies'.

## Ecologie
Alle delen van de plant bevatten de giftige pyrrolizidine-alkaloïden.
Er kan zowel zelfbestuiving als bestuiving door insecten plaatsvinden.

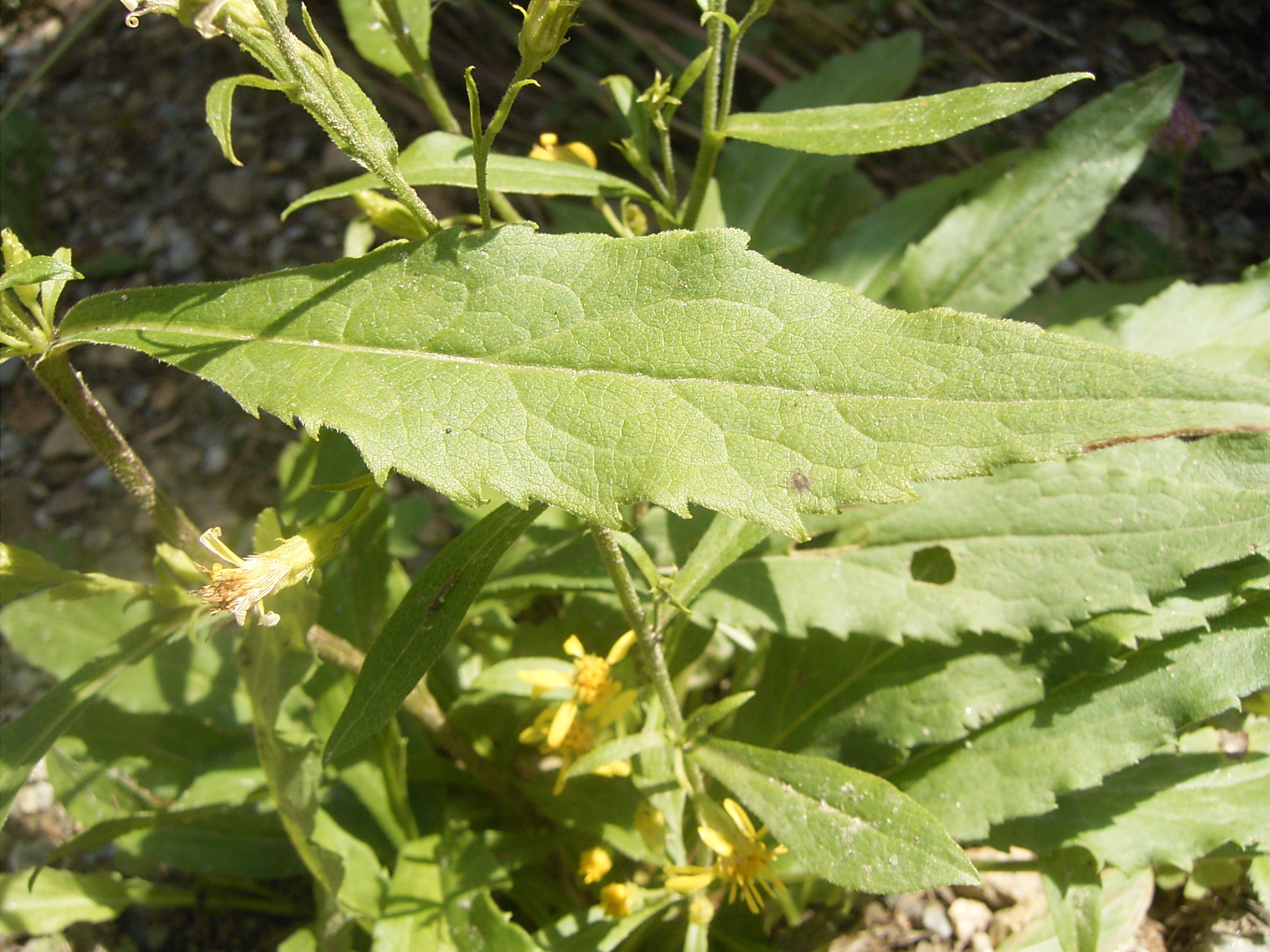
De tanden op de bladeren wijzen naar de bladpunt.
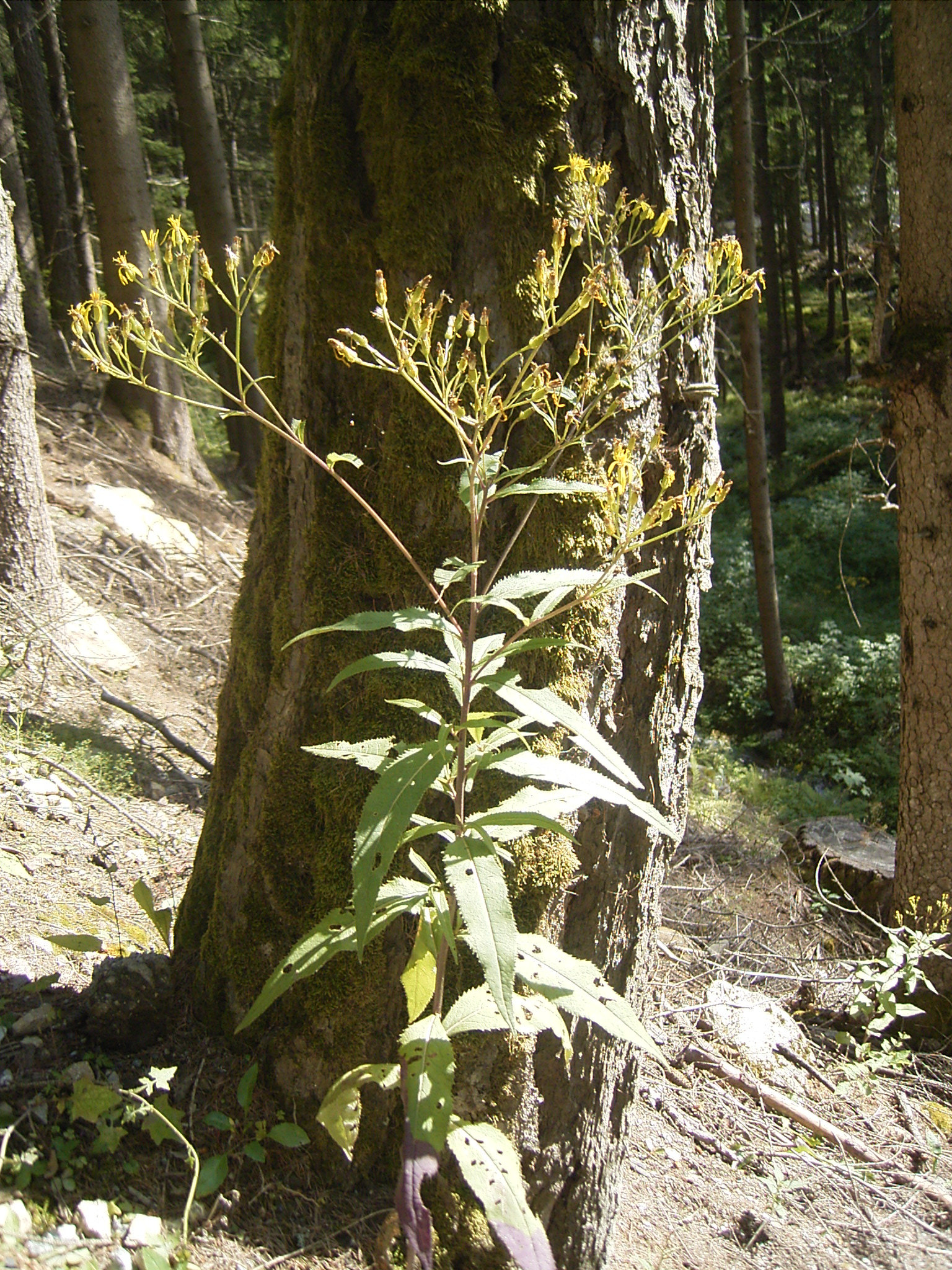
De plant is alleen in het bovenste deel vertakt.
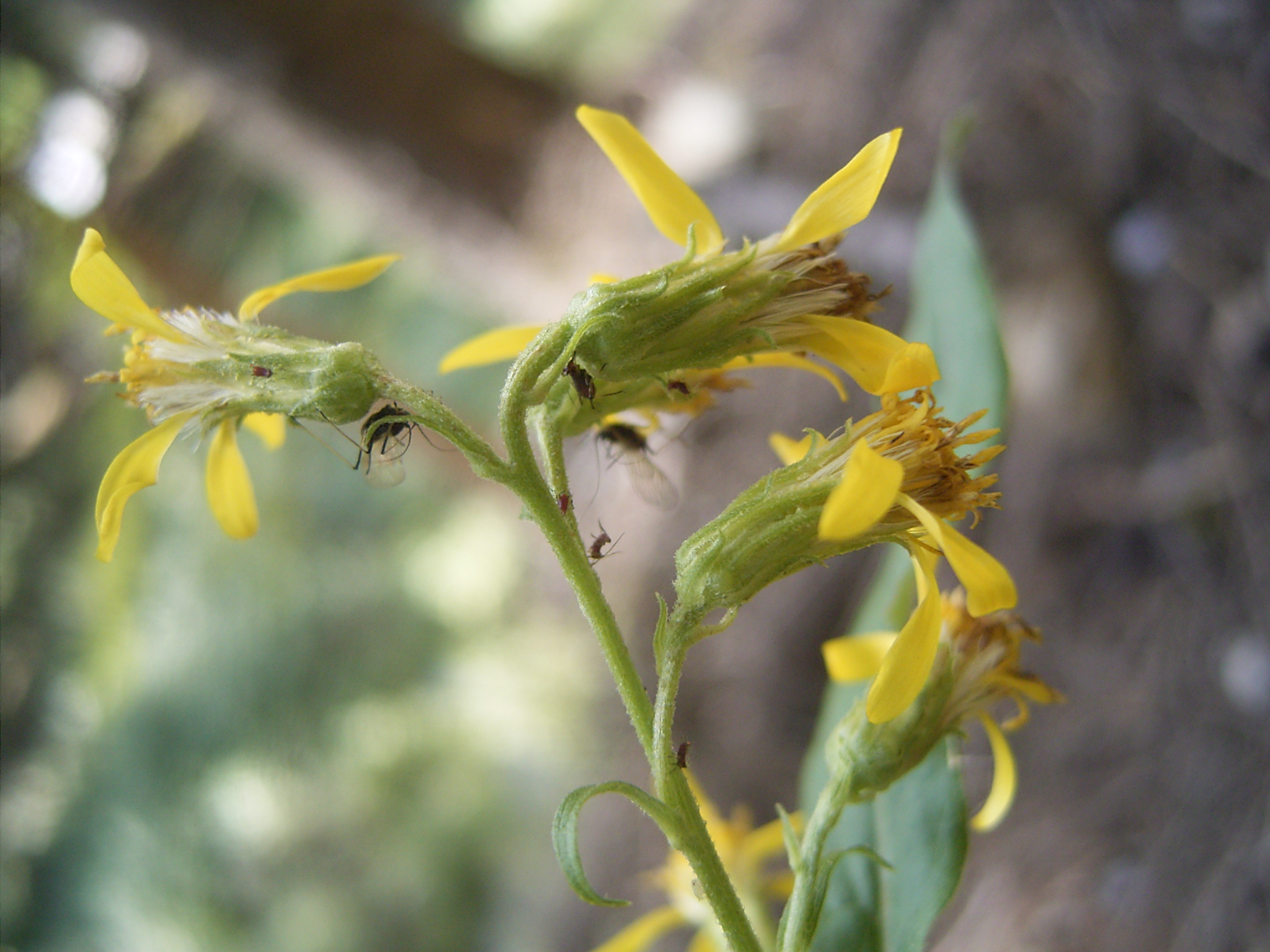
Bloemhoofdjes
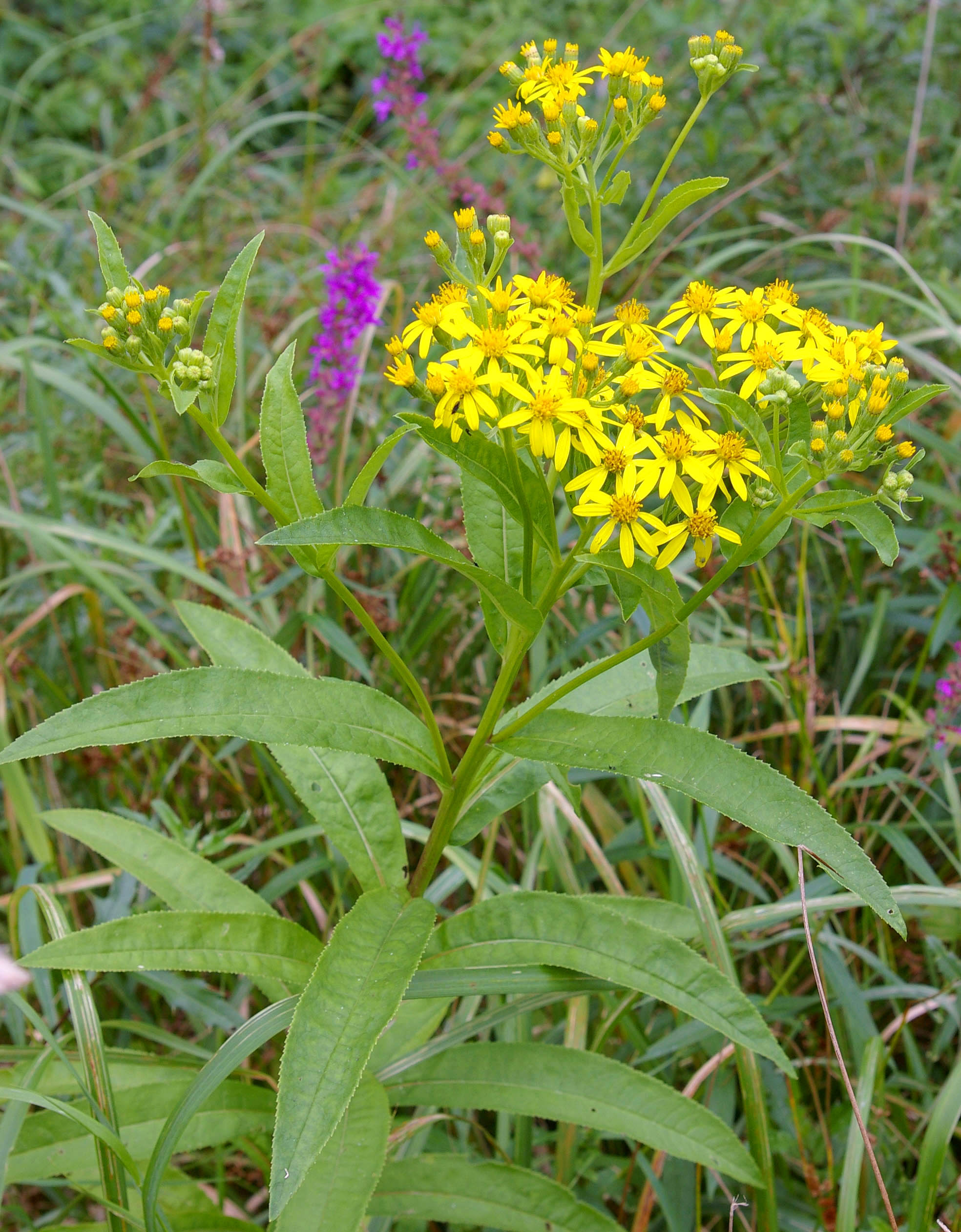